# Сан Микеле Тјоре (Парма)
Сан Микеле Тјоре (итал. San Michele Tiorre) је насеље у Италији у округу Парма, региону Емилија-Ромања.
Према процени из 2011. у насељу је живело 1970 становника. Насеље се налази на надморској висини од 192 м.